# جو براندت
جو براندت (بالإنجليزية: Joe Brandt)‏ هو كاتب سيناريو ومنتج أفلام أمريكي، ولد في 20 يوليو 1882 في نيويورك في الولايات المتحدة، وتوفي بنفس المكان في 22 فبراير 1939.

## وصلات خارجية
- جو براندت على موقع IMDb (الإنجليزية)
- جو براندت على موقع الموسوعة البريطانية (الإنجليزية)
- جو براندت على موقع قاعدة بيانات الأفلام السويدية (السويدية)
- جو براندت على موقع كينوبويسك (الروسية)